# Plano orbital

Um plano orbital visto em relação a um plano de referência.

O plano orbital de um objeto orbitando outro é o plano geométrico em que a órbita está contida.
A localização do plano orbital em relação ao plano de referência é determinada por dois parâmetros: a inclinação (i) e a longitude do nó ascendente (Ω). O plano orbital é determinado por três pontos não colineares no espaço.
Sendo um plano, bastam três pontos para determiná-lo: o centro do objeto orbitado e o centro do objeto orbitando obtido em dois momentos distintos.
O plano orbital define, junto com o equador do objeto orbitado (ou algum outro plano de referência), a inclinação orbital.
Por definição, o plano de referência para o sistema solar é o plano orbital da Terra.
Em outros casos, por exemplo, para um satélite natural ou artificial em torno de outro planeta, é conveniente determinar a inclinação como o ângulo entre o plano da órbita e o plano do equador do planeta.

## Satélites artificiais ao redor da Terra
Para satélites artificiais, o plano orbital é o parâmetro determinante da órbita: como regra, mudar o plano orbital requer muito mais esforço do que mudar o período orbital ou a excentricidade.
Os planos orbitais dos satélites sofrem perturbações devido à ausência de simetria esférica da influência gravitacional da Terra. Ao mesmo tempo, o plano orbital do satélite gira lentamente em torno da Terra, dependendo do ângulo de inclinação do plano orbital em relação ao equador da Terra. Para um ângulo crítico de inclinação do plano, a órbita pode se tornar síncrona solar.